# Showtek
Showtek ist ein niederländisches Produzenten- und DJ-Duo, bestehend aus den Brüdern Sjoerd Janssen (alias DJ Duro) und Wouter Janssen (alias Walt). Bekanntheit erlangten sie erstmals im Jahr 2003 im Bereich des Hardstyle, während sie 2013 mit dem Electro-House-Lied Booyah einen Welthit feierten.

## Geschichte

### 2001 bis 2010: Aufstieg in der Hardstyle-Schiene
Die zwei Brüder wuchsen in Eindhoven, Niederlande auf und wurden bereits in jungen Jahren von der elektronischen Musik inspiriert. Im Jahr 2001 gründeten sie letztlich das Projekt Showtek und begannen sowohl als Remixer, als auch mit eigenen Liedern im Bereich des Hardstyle auf sich aufmerksam zu machen.
Im März 2003 gelang dem Duo mit dem Track Seid ihr bereit der internationale Durchbruch. Parallel begann eine Zusammenarbeit mit dem Medienunternehmen ID&T, welches ihnen den Zugang zu unterschiedlichen Festivals verschaffte. Des Weiteren folgten Verwendungen ihrer Lieder auf zahlreichen Samplern, sowie Auftritte auf Veranstaltungen wie Qlimax, Hardbass oder InQontrol. Ende 2008 tourten sie als X-Qlusive Showtek in Australien.
2009 setzten die Janssen-Brüder die Hardstyle-Kompilation-Serie des Produzenten Blutonium Boy fort und schafften es mit ihren Tracks auf Sampler wie Hardstyle Vol. 18. Ihre eigenen Tonträger wurden allesamt über ihr eigenes Label Dutch Master Works veröffentlicht.

### 2010 bis 2012: Entfernung vom Hardstyle

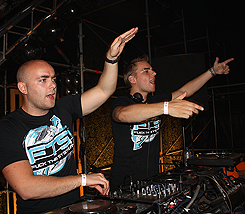
Showtek bei einem Live-Auftritt (2009)

Im Februar 2010 gaben Showtek bekannt, dass sie keine weiteren Buchungen von der Platinum Agency entgegennehmen werden, da sie sich vom Hardstyle-Genre weiter entfernen werden, um ihren eigenen Stil zu verkörpern. Dennoch erschienen bei Kollaborationen mit anderen Hardstyle-Projekten wie Noisecontrollers bei der Single Get Loose ausgewählte Lieder im ursprünglichen Showtek-Stil. Hingegen konnte den größten Erfolg des Liedes Get Loose, ein Remix von Tiësto einbringen.
Aufgrund des schwindenden Erfolgs entwickelte sich die Musikrichtung des Duos zur House-Musik, vorwiegend und Electro-House. Mit dem Track Cannonball, den sie in Zusammenarbeit mit dem ebenfalls niederländischen DJ und Produzenten Justin Prime aufnahmen, erschien ihre erste EDM-Veröffentlichung, die innerhalb von kürzester Zeit bis in die Top-10 der niederländischen Single-Charts vorrücken konnte. Die, ein Jahr später erschienene Vocal-Version Earthquake mit dem US-amerikanischen Singer-Songwriter Matthew Koma brachte dem Track letztlich auch in die britischen Single-Charts.
How We Do erschien am 30. Juli 2012 und entstand in Zusammenarbeit mit Hardwell. Der Track entwickelte sich zu einem fortwährenden Festival-Hit. Hey wurde in Kollaboration mit dem Newcomer-Duo Bassjackers veröffentlicht. Hey konnte bis in die Top-10 der Beatport-Charts vorrücken. Mit dem Lied Slow Down, dem offiziellen Anthem zum Emporium-Festival 2013, erreichten sie ein weiteres Mal die niederländischen Charts.

### 2013: Durchbruch im Big-Room-Genre
Mit der Nachfolgesingle Booyah veröffentlichte Showtek in Zusammenarbeit mit dem Produzententeam We Are Loud! und dem niederländischen Sänger Sonny Wilson ihren bisher größten Erfolg. Das Stück erreichte die Charts in über 12 Ländern sowie Top-10- und Nummer-eins-Platzierungen diverser Dance-Charts. Mit dem noch im selben Jahr erschienene Track We Like to Party führten sie den Stil des Lieds Booyah fort. Der Song erreichte bereits nach kurzer Zeit die Top 40 in den Niederlanden. Parallel produzierten sie gemeinsam mit dem deutschen Komponisten und Produzenten für den US-amerikanischen Sänger Chris Brown das Lied Nobody’s Perfect. Kurz darauf veröffentlichte das Duo mit Tryna Loules, der Freundin Hilberts, den Track Wasting Our Lives, eine Vocalversion zu We Like to Party.
Es folgte eine Kollaboration mit dem französischen DJ und Produzenten David Guetta. Daraus entstanden die Lieder Bad, No Money No Love und Sun Goes Down, bei denen ebenfalls die Musiker Magic!, Vassy, Nicky Romero und Manian (Twoloud) mitwirkten. Insbesondere die erste Single-Veröffentlichung Bad konnte in über 10 Ländern bis in die Top 5 vorrücken.
Der am 29. Dezember 2014 erschienenen Track 90s by Nature entstand in Zusammenarbeit mit dem US-amerikanischen Sänger und Rapper MC Ambush. Stilistisch ist das Stück an den aktuellen Big-Room- und den klassischen 1990er-Jahre-Tech-House-Stil angelehnt.
Am 15. Juni 2015 erschien das Lied Satisfied, das von Vassy gesungen wurde. Hierbei ließen sie sich von der aufstrebenden Popularität des Future-House-Stils beeinflussen. 2015 erschien lediglich das Lied Sun Goes Down mit David Guetta aus dem Vorjahr als Single. Nach Single-Release rückten sie unter anderem in Deutschland, Belgien und Freitag in die Charts vor. In das Jahr 2016 starteten sie mit der Single N2U, die in Zusammenarbeit mit DJ Eva Shaw entstand. Bereits 2014 arbeiteten sie bei dem Lied Space Jungle zusammen. An dieser Single war ebenfalls Martha Wash von den Weather Girls beteiligt. Der Track basiert auf Charakterzügen des Liedes Show Me Love von Robin S. Parallel erschien eine vierte Single mit David Guetta. Diese trägt den Titel The Death of EDM und erhielt massig Kritik durch die Ähnlichkeit zu Gesaffelsteins Pursuit aus dem Jahr 2013.

### 2016:Mellow: Rückkehr zum Hardstyle

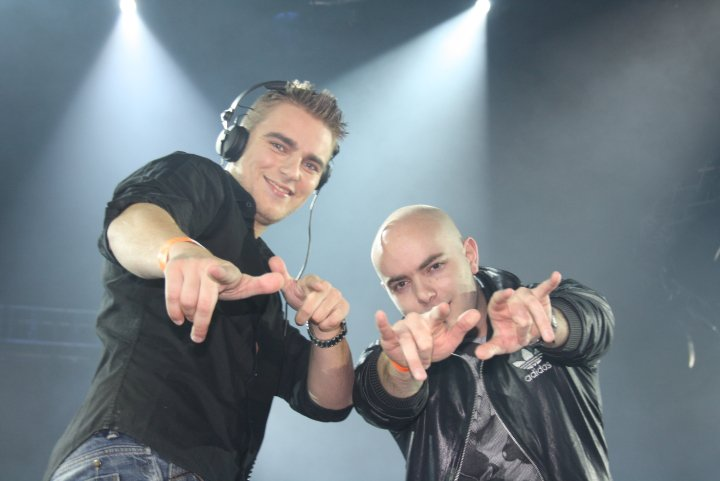
Showtek auf der XStatic in Kopenhagen (2010)

Am 12. August 2016 kehrten sie mit ihrer Kollaboration Mellow mit Technoboy und Tuneboy zu ihrem klassischen Hardstyle-Stil zurück. Der Track erhielt viel Lob und wurde Teil etlicher Sets während des Sommers. Swipe erschien ebenfalls im August 2016. Der Track basiert wieder auf einem Big-Room-Drop und soll eine Parodie zu dem derzeitigen Tinder-Hype und ist nach einem ähnlichen Muster Selfie von den Chainsmokers aufgebaut.
Am 30. September 2016 erfolgte die lang erwartete Veröffentlichung ihrer Zusammenarbeit mit dem US-amerikanischen DJ-Trio Major Lazer. Diese trägt den Titel Believer und basiert auf dem Lied Good Swimma vom Trinidad und tobagoischen Produzenten Q Major sowie dem karibischen Reggae-Sänger Freetown Collective. Dabei wurde die Gesangsspur übernommen. Neben ihrem Big-Room-Stil sind ebenfalls Elemente des Dance-Halls und Traps zu finden. In Belgien, Frankreich und den Niederlanden rückte bis in die offiziellen Single-Charts vor. Insbesondere das Musikvideo, das auf die europäischen Flüchtlingskrise anspielt erhielt positive Kritiken.

### 2017:Amen-Ep und Nordamerika-Tour
Am 26. März 2017 traten sie beim Ultra Music Festival auf. Dort premierten sie eine Reihe neuer Produktionen aus den Bereichen des Traps, Jungle-Terror sowie auch Big-Rooms. Während im Vorjahr bereits Sonny Wilson mit dem Duo auf Tour ging, begleitet sie seit 2017 auch der jamaikanische Sänger Andre Fennell alias GC Showtek und Wilson.
Im März 2017 erschien das Lied On Our Own, das in Zusammenarbeit mit Future-House-DJ Brooks und Singer-Songwriterin Natalie Major entstand. Der Track wurde im zwischen 2016 und 2017 sehr beliebten Future-Bass-Stil gestaltet und wurde beim ADE 2016 premiert.
Am 28. Juli 2017 veröffentlichten sie eine EP mit dem Titel Amen, die eine Fusion aus den jüngsten von ihnen vertretenen Musikstilen Reggae und Future-Bass darstellt. Zeitgleich kündigten sie die gleichnamige Nordamerika-Tour für Spätsommer an.

### 2018:Down Easy
Zusammen mit dem US-amerikanischen Musiker Moby erschien im Januar 2018 das Lied Natural Blues, mit dem sie wieder zum Elektro-House-Stil zurückkehrten. In einem ähnlichen Stil folgte am 14. Juni 2018 das Lied Your Love, das sie gemeinsam mit David Guetta und Jake Reese produzierten. Der Song enthält eine Interpolation des Liedes Show Me Love von Robin S. aus dem Jahr 1990.
Am 26. Juli 2018 veröffentlichten Showtek eine Kollaboration mit dem niederländischen Produzenten MOTi, dessen Vocals von der australischen Sängerin Starley Hope und dem haitianischen Hip-Hop-Musiker Wyclef Jean beigesteuert werden. Der Latin-Pop-Song trägt den Titel Down Easy.
Mit neuen Remixen von Breathe Carolina, Lowriderz und Technoboy ‘N’ Tuneboy erschien am 16. November 2018 eine Remix-EP ihres 2013er-Hits Booyah.

## Diskografie

### Studioalben
| Jahr | Titel Musiklabel                                        | Höchstplatzierung, Gesamtwochen, AuszeichnungChartplatzierungen (Jahr, Titel, Musiklabel, Platzierungen, Wochen, Auszeichnungen, Anmerkungen) | Höchstplatzierung, Gesamtwochen, AuszeichnungChartplatzierungen (Jahr, Titel, Musiklabel, Platzierungen, Wochen, Auszeichnungen, Anmerkungen) | Höchstplatzierung, Gesamtwochen, AuszeichnungChartplatzierungen (Jahr, Titel, Musiklabel, Platzierungen, Wochen, Auszeichnungen, Anmerkungen) | Höchstplatzierung, Gesamtwochen, AuszeichnungChartplatzierungen (Jahr, Titel, Musiklabel, Platzierungen, Wochen, Auszeichnungen, Anmerkungen) | Höchstplatzierung, Gesamtwochen, AuszeichnungChartplatzierungen (Jahr, Titel, Musiklabel, Platzierungen, Wochen, Auszeichnungen, Anmerkungen) | Anmerkungen                                                    |
| Jahr | Titel Musiklabel                                        | DE | AT | CH | UK | NL | Anmerkungen                                                    |
| ---- | ------------------------------------------------------- | --- | --- | --- | --- | --- | -------------------------------------------------------------- |
| 2007 | Today Is Tomorrow Dutch Masters Works                   | — | — | — | — | NL68 (1 Wo.)NL | Erstveröffentlichung: 19. April 2007                           |
| 2008 | We Live for the Music Dutch Masters Works               | — | — | — | — | — | Erstveröffentlichung: 11. April 2008                           |
| 2009 | Analogue Players in a Digital World Dutch Masters Works | — | — | — | — | — | Erstveröffentlichung: 22. Oktober 2009 nur in den Niederlanden |
| 2010 | Fuck the System (The Album) Ministry of Sound           | — | — | — | — | — | Erstveröffentlichung: 4. Oktober 2010                          |
| 2023 | 360 Yellow Skink                                        | — | — | — | — | — | Erstveröffentlichung: 17. November 2023                        |
| 2024 | 360 Blue Skink                                          | — | — | — | — | — | Erstveröffentlichung: 20. Juni 2024                            |

### Singles
| Jahr | Titel Album                            | Höchstplatzierung, Gesamtwochen, AuszeichnungChartplatzierungen (Jahr, Titel, Album, Platzierungen, Wochen, Auszeichnungen, Anmerkungen) | Höchstplatzierung, Gesamtwochen, AuszeichnungChartplatzierungen (Jahr, Titel, Album, Platzierungen, Wochen, Auszeichnungen, Anmerkungen) | Höchstplatzierung, Gesamtwochen, AuszeichnungChartplatzierungen (Jahr, Titel, Album, Platzierungen, Wochen, Auszeichnungen, Anmerkungen) | Höchstplatzierung, Gesamtwochen, AuszeichnungChartplatzierungen (Jahr, Titel, Album, Platzierungen, Wochen, Auszeichnungen, Anmerkungen) | Höchstplatzierung, Gesamtwochen, AuszeichnungChartplatzierungen (Jahr, Titel, Album, Platzierungen, Wochen, Auszeichnungen, Anmerkungen) | Anmerkungen                                                                                            |
| Jahr | Titel Album                            | DE | AT | CH | UK | NL | Anmerkungen                                                                                            |
| ---- | -------------------------------------- | --- | --- | --- | --- | --- | --- |
| 2012 | Cannonball (Earthquake) –              | — | — | — | UK29* (3 Wo.)UK | NL23 Gold · (2 Wo.)NL | Instrumental: 29. November 2012 *Vocal: 3. März 2014; mit Justin Prime und Matthew Koma                |
| 2013 | Slow Down (Anthem Emporium 2013)       | — | — | — | — | NL18 (16 Wo.)NL | Erstveröffentlichung: 5. März 2013                                                                     |
| 2013 | Get Loose –                            | — | — | — | — | NL24* (8 Wo.)NL | mit Noisecontrollers: 14. Mai 2013 *Tiësto Remix: 24. Mai 2013                                         |
| 2013 | Booyah –                               | DE56 (4 Wo.)DE | AT50 (5 Wo.)AT | CH45 (7 Wo.)CH | UK5 Silber · (11 Wo.)UK | NL14 (11 Wo.)NL | Erstveröffentlichung: 3. Dezember 2013 feat. We Are Loud! & Sonny Wilson                               |
| 2014 | We Like to Party (Wasting Our Lives) – | — | — | — | — | NL32* (5 Wo.)NL | Erstveröffentlichung Vocal: 7. Dezember 2014 *Instrumental: 13. Januar 2014; feat. Tryna               |
| 2014 | Bad Listen                             | DE19 (38 Wo.)DE | AT15 (27 Wo.)AT | CH28 (24 Wo.)CH | UK22 Gold · (23 Wo.)UK | NL13 (19 Wo.)NL | Erstveröffentlichung: 17. März 2014 · Verkäufe: + 1.984.200 · mit David Guetta feat. Vassy, US: Platin |
| 2014 | No Money No Love Listen                | DE94 (1 Wo.)DE | — | — | — | — | Erstveröffentlichung: 21. November 2014 mit David Guetta, Elliphant & Ms. Dynamite                     |
| 2015 | Sun Goes Down Listen                   | DE67 (5 Wo.)DE | — | — | — | — | Erstveröffentlichung: 31. Juli 2015 mit David Guetta feat. Magic! & Sonny Wilson                       |
| 2016 | Believer Music Is the Weapon           | — | — | — | — | NL23 Platin · (12 Wo.)NL | Erstveröffentlichung: 30. September 2016 mit Major Lazer                                               |
| 2018 | Your Love –                            | DE70 (1 Wo.)DE | — | CH53 (1 Wo.)CH | — | — | Erstveröffentlichung: 14. Juni 2018 mit David Guetta                                                   |

Weitere Singles
| - 2001: Save the Day - 2001: Bassment - 2001: Controller - 2001: Early Soundz - 2003: Seid ihr bereit - 2004: Choruz - 2004: Save the Day Again - 2005: Brain Crackin’ - 2005: Rockin’ Steady (vs. Deepack) - 2006: 3 the Hard Way (vs. Gizmo) - 2006: Bangin’ - 2006: Puta Madre - 2006: The Colour of the Harder Styles - 2007: Partylover - 2007: Born 4 Thiz - 2007: Raver - 2007: FTS (Fuck The System) (Hintergrundstimme: Murda) - 2007: Shout Out (feat. MC DV8) - 2007: Today Is Tomorrow – Album Sampler 00 - 2007: Today Is Tomorrow – Album Sampler 002 - 2007: Hold Us Back (feat. MC DV8) - 2007: We Live for the Music - 2007: Skitzo (vs. Deepack) - 2007: Black 2008 - 2007: Apologize - 2007: Down Under - 2009: Partylover - 2009: Dominate - 2009: The World Is Mine (Hintergrundstimme: Murda) - 2009: We Speak Music - 2009: Freak (feat. MC Stretch) - 2009: Fast Life - 2009: Electronic Stereo-Phonic (feat. MC DV8) - 2009: My 303 | - 2009: Laa-Di-Fucking-Daa (Hintergrundstimme: Murda) - 2010: Analogue Players in a Digital World - 2010: Rockchild (feat. MC DV8) - 2010: Faces (feat. Zushi) - 2010: Dutchie (feat. MC Stretch) - 2010: Beats of Life - 2010: Breakbeat Junkie - 2011: Music on My Mind (feat. Lexi Jean) - 2011: Dirty Hard - 2011: Memories - 2011: Hell Yeah! (mit Tiësto) - 2012: How We Do (mit Hardwell) - 2012: Hey (mit Bassjackers) - 2013: Crunk - 2014: Bouncer (feat. Ookay) - 2014: 90s By Nature (mit MC Ambush) - 2016: The Death of EDM (mit David Guetta) - 2016: N2U (mit Eva Shaw feat. Martha Wash) - 2016: Mellow (mit Technoboy ’N’ Tuneboy) - 2016: Swipe - 2017: On Our Own (mit Brooks feat. Natalie Major) - 2018: Natural Blues (mit Moby) - 2018: Down Easy (mit MOTi feat. Starley & Wyclef Jean) - 2019: Momma (feat. Earl St. Clair) - 2019: Listen to Your Momma (feat. Leon Sherman) - 2019: We Found Love (feat. Sultan & Shepard) - 2019: Way We Used 2 (feat. Sultan & Shepard) - 2019: Rave (mit Steve Aoki & Makj feat. Kris Kiss) - 2019: EDM Sucks (mit Gammer) - 2019: Island Boy (mit Dropgun feat. Elephant Man & GC) - 2019: Straight Shots (mit Linka & Mondello’ G feat. GC) - 2020: The Weekend (mit Spree Wilson feat. Eva Shaw) - 2020: Show Some Love (feat. Sonofsteve) - 2025: Nighttrain |

### Remixe
- 2001: Walt vs. Zero-Gi – Exciter / Contact – Exciter
- 2002: DJ Duro – Again (Remixes) – Again
- 2002: Desperation – Our Reservation
- 2002: Desperation – Our Reservation (Part Two)
- 2003: Methods of Mayhem – F.Y.U.
- 2003: DJ Duro – Just Begun
- 2003: Walt – Wanna Fuck
- 2004: Headliner – B.O.D.Y.P.U.M.P.
- 2004: Trance Generators – Darkness Will Rule
- 2004: Philippe Rochard Meets Nu-Pulse – The Survivors of Hardstyle
- 2004: DJ Jorn – This Is Your Brain
- 2005: DJ Duro vs. DJ Zany – Dissin
- 2007: Charly Lownoise & Mental Theo – Wonderful Days 2.08
- 2007: Showtek – Seid ihr bereit (2007 Remix)
- 2008: Brennan Heart – Revival x
- 2008: Zushi – La La Song
- 2008: Walt & Feliz – Expansion
- 2009: Donkey Rollers – No One Can Stop Us
- 2009: DJ TK Masta – Let’s Dance
- 2010: System F – Out of the Blue
- 2013: Carly Rae Jepsen – Tonight I’m Getting over You
- 2013: Dirty South & Alesso feat. Ruben Haze – City of Dreams
- 2014: David Guetta feat. Sam Martin – Lovers on the Sun

## Auszeichnungen für Musikverkäufe
| Goldene Schallplatte - Belgien - 2013: für die Single Cannonball - Dänemark - 2014: für das Streaming Booyah - Frankreich - 2017: für die Single Believer - Kanada - 2014: für die Single Bad - Neuseeland - 2015: für die Single Bad - Polen - 2021: für die Single The Weekend - 2021: für die Single Your Love - 2022: für die Single Bad Platin-Schallplatte - Italien - 2014: für die Single Bad - Mexiko - 2015: für die Single Bad - Spanien - 2014: für das Streaming Bad - 2014: für die Single Bad | 2× Platin-Schallplatte - Australien - 2015: für die Single Bad - Dänemark - 2014: für das Streaming Bad 5× Platin-Schallplatte - Schweden - 2015: für die Single Bad |

Anmerkung: Auszeichnungen in Ländern aus den Charttabellen bzw. Chartboxen sind in ebendiesen zu finden.
| Land/RegionAuszeichnungen für Musikverkäufe (Land/Region, Auszeichnungen, Verkäufe, Quellen) | Silber  | Gold       | Platin       | Verkäufe  | Quellen              |
| -------------------------------------------------------------------------------------------- | ------- | ---------- | ------------ | --------- | -------------------- |
| Australien (ARIA)                                                                            | —       | —          | 2× Platin2   | 140.000   | aria.com.au          |
| Belgien (BRMA)                                                                               | —       | Gold1      | —            | 15.000    | ultratop.be          |
| Dänemark (IFPI)                                                                              | —       | Gold1      | 2× Platin2   | —         | ifpi.dk              |
| Frankreich (SNEP)                                                                            | —       | Gold1      | —            | 108.366   | snepmusique.com      |
| Italien (FIMI)                                                                               | —       | —          | Platin1      | 30.000    | fimi.it              |
| Kanada (MC)                                                                                  | —       | Gold1      | —            | 40.000    | musiccanada.com      |
| Mexiko (AMPROFON)                                                                            | —       | —          | Platin1      | 60.000    | amprofon.com.mx      |
| Neuseeland (RMNZ)                                                                            | —       | Gold1      | —            | 7.500     | radioscope.co.nz     |
| Niederlande (NVPI)                                                                           | —       | Gold1      | Platin1      | 50.000    | nvpi.nl              |
| Polen (ZPAV)                                                                                 | —       | 3× Gold3   | —            | 75.000    | olis.pl              |
| Schweden (IFPI)                                                                              | —       | —          | 5× Platin5   | 200.000   | sverigetopplistan.se |
| Spanien (Promusicae)                                                                         | —       | —          | 2× Platin2   | 40.000    | promusicae.es        |
| Vereinigte Staaten (RIAA)                                                                    | —       | —          | Platin1      | 1.000.000 | riaa.com             |
| Vereinigtes Königreich (BPI)                                                                 | Silber1 | Gold1      | —            | 600.000   | bpi.co.uk            |
| Insgesamt                                                                                    | Silber1 | 10× Gold10 | 15× Platin15 |           |                      |